# Архитектура Башкортостана
Архитектура Башкортостана — совокупность строительных объектов — зданий и сооружений, образующих материально организованную среду обитания человека на территории Башкортостана. 

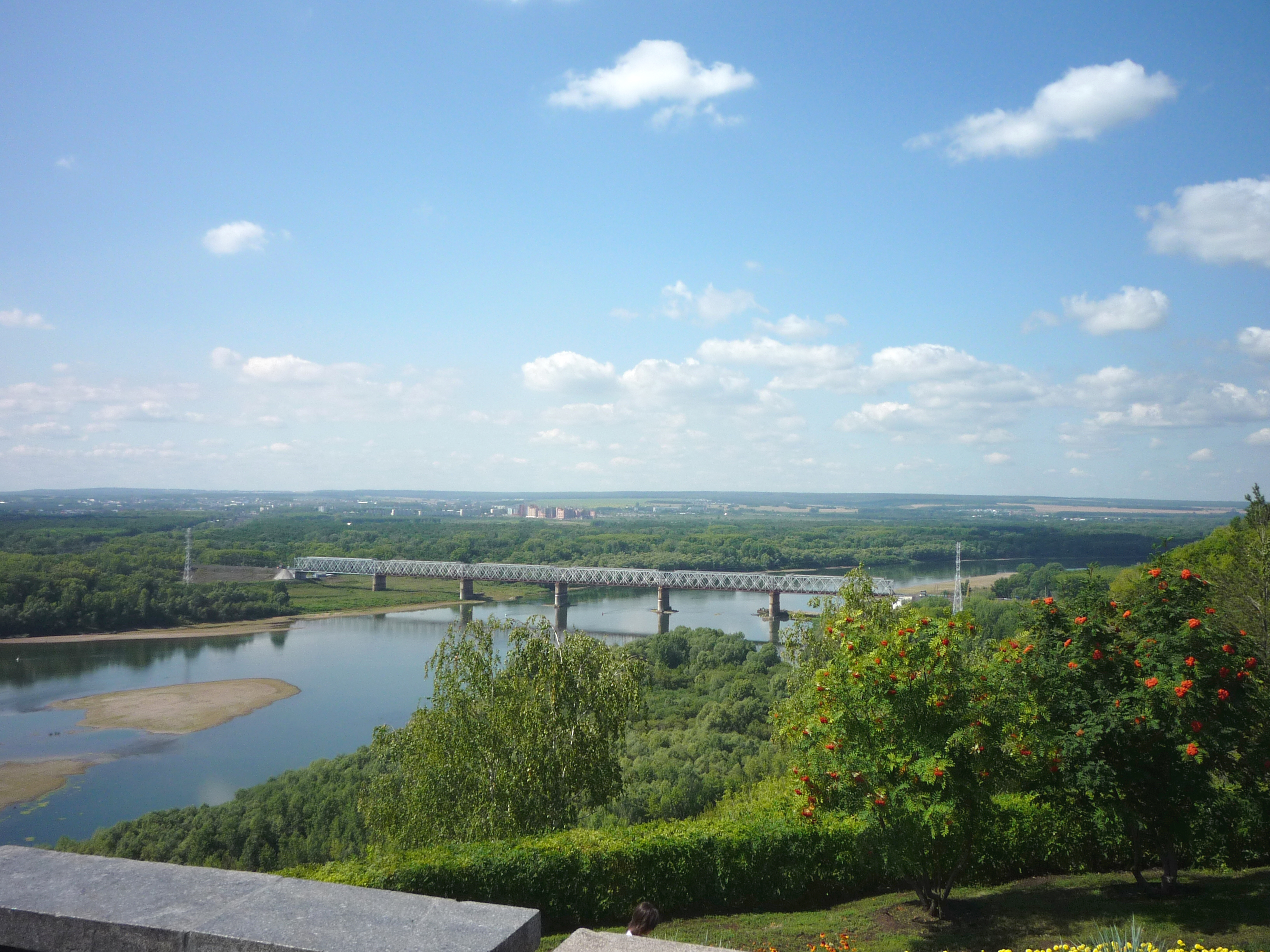
Уфимский железнодорожный мост

## История

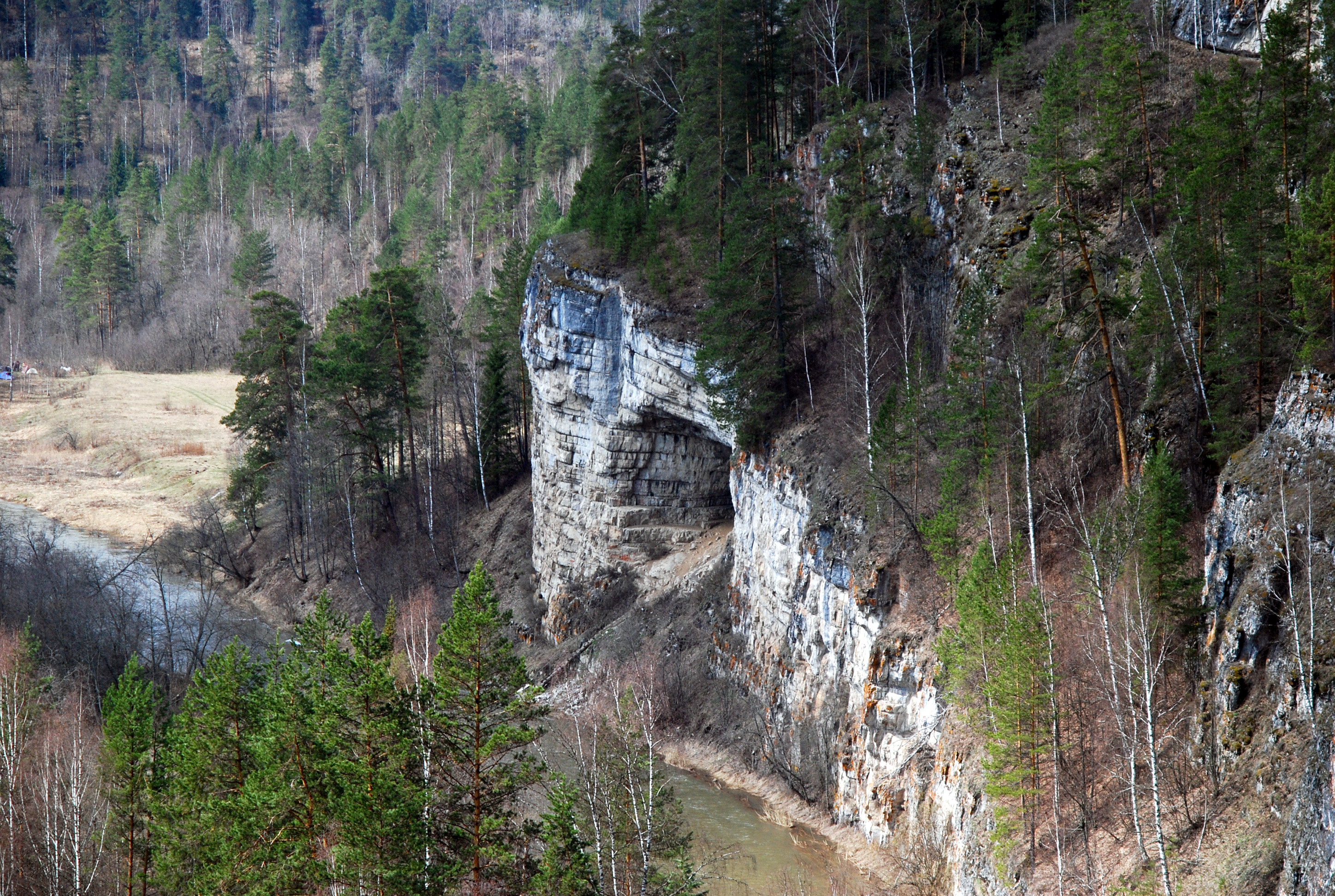
Река Сим и вход в Игнатьевскую пещеру

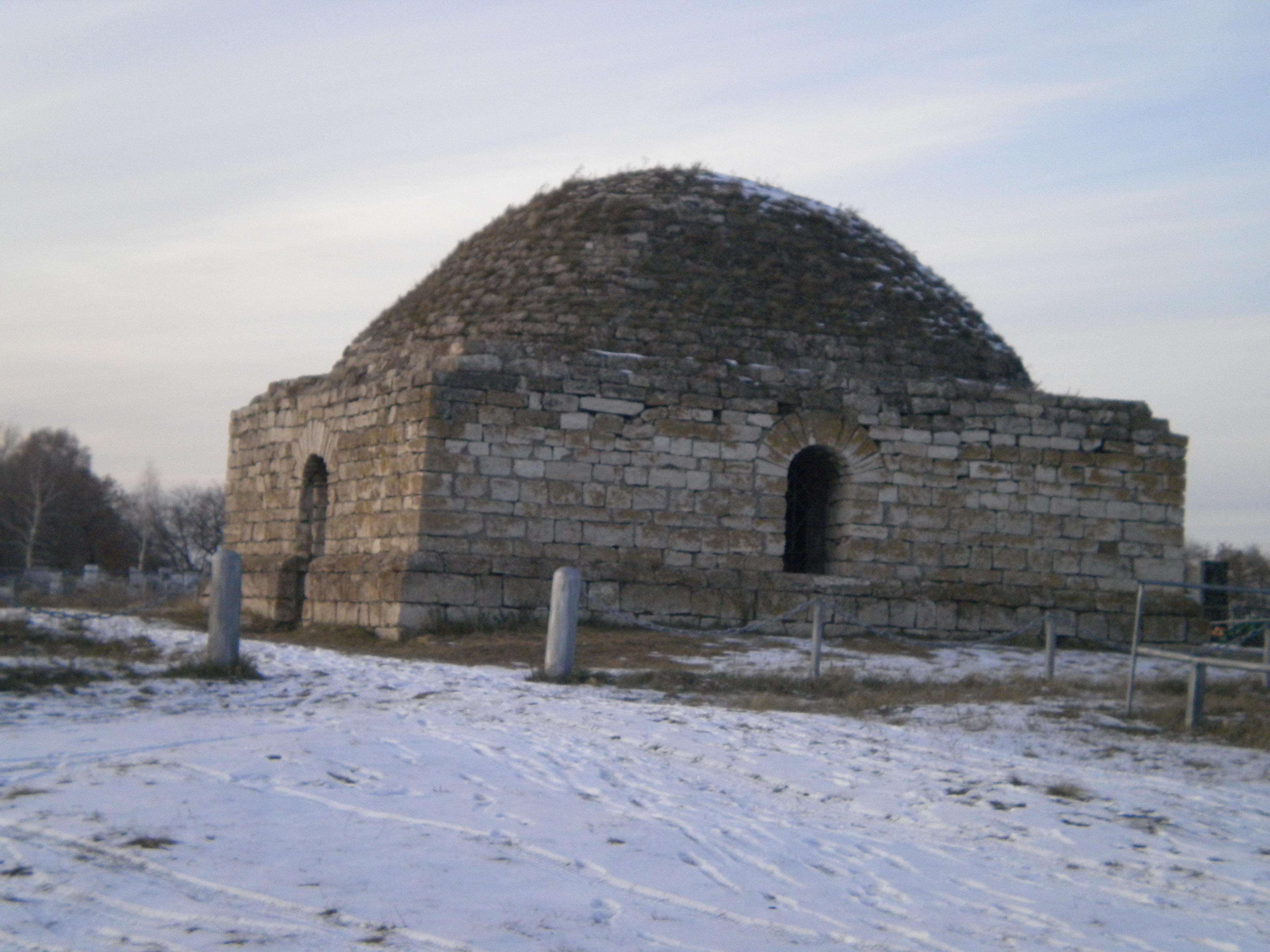
Мавзолей Хусейн-бека. XIV век.

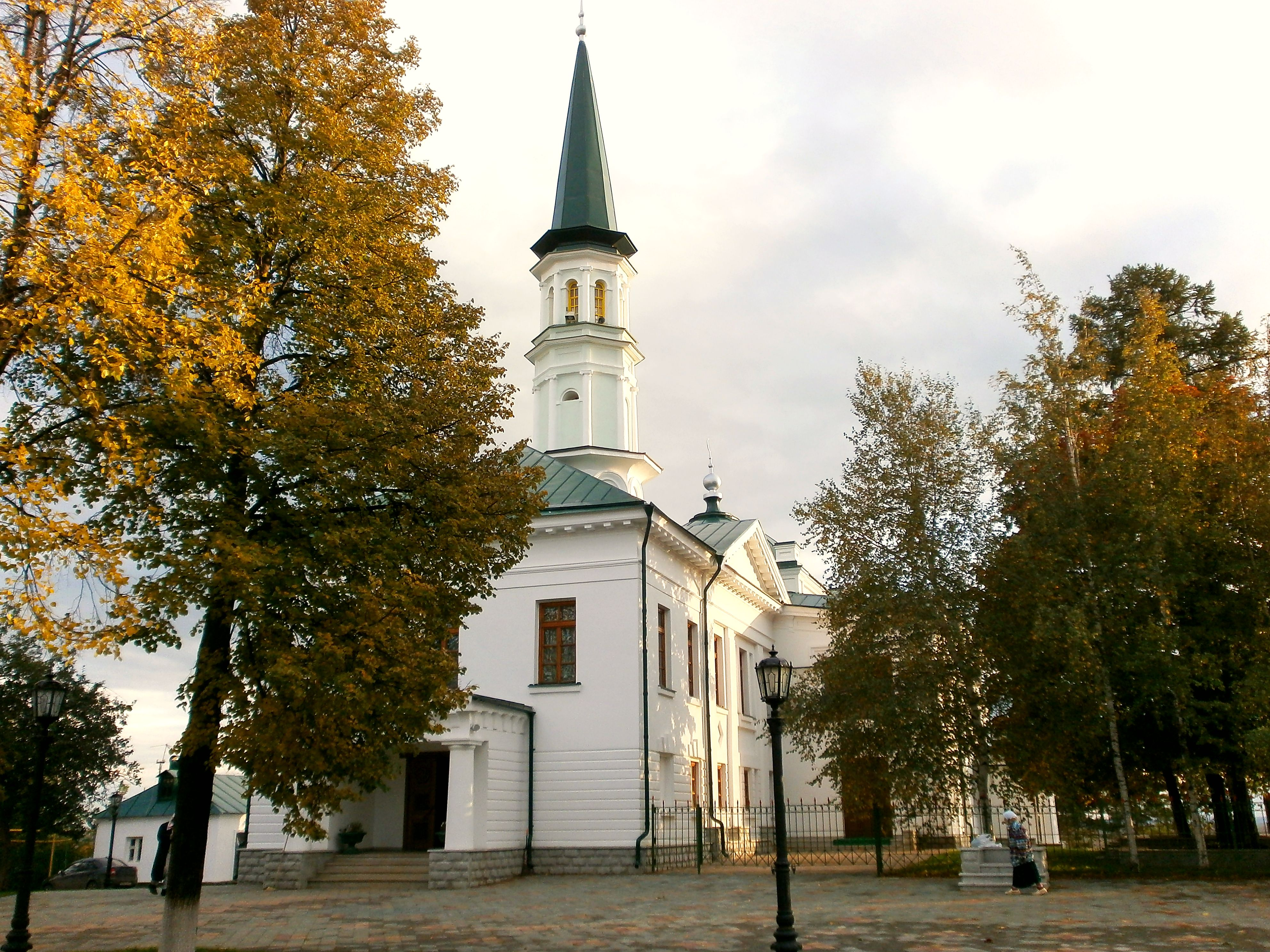
Первая соборная мечеть Уфы, построенная в 1830 году

Зарождение архитектуры в Башкортостане связано с появлением в каменном веке простейших укрытий и жилищ. В качестве естественных укрытий и храмов святилищ первобытные люди на территории Башкортостана использовали карстовые пещеры (Игнатьевское святилище, Шульган-Таш). Первые жилища устраивались в расщелинах скал (Урта-Тубе) или вырубались в скале и перекрывались бревнами (Суртандинские стоянки).
В неолите здесь строили прямоугольные удлиненные дома, соединенные друг с другом переходами. В бронзовом веке (абашевская культура) строили постройки с деревянными или обмазанными глиной стенами, которые для оборонительных целей располагались по периметру поселения (Тюбяк). Для срубной культуры была типична линейная планировка домов-землянок или полуземлянок (Юмаковские поселения). Также данная планировка поселений была и в андроновской культурно-исторической общности с жилищами наземного типа и сложными пристенными сооружениями.
Среди памятников древней архитектуры Зауралья выделяются городища замкнутого типа Страны городов (Аркаим, Берсуат, Синташта и другие).
В эпоху железного века появляются укрепленные городища ананьинской, пьяноборьской и кара-абызской культур. Поселения укреплялись валами, стенами и другими сооружениями. К числу погребальных памятников, относятся курганные могильники (Баишевские курганы, Синташта, Филипповские курганы и другие). Традиционным жилищем кочевых народов Южного Урала (башкир, булгар, кипчаков и др.) была юрта — основной тип жилищ временных кочёвок. Характер использования подобных временных жилищ был продиктован сезонными кочевками. У башкир были также распространены землянки, каркасные, саманные и срубные жилищные строения.
К ранним формам каменного зодчества относятся менгиры — каменные столбы, которые играли роль первых монументов, ориентиров, связанных с кочевым укладом родоплеменных общин. Менгиры сохранились близ д. Табулды Стерлибашевского района.

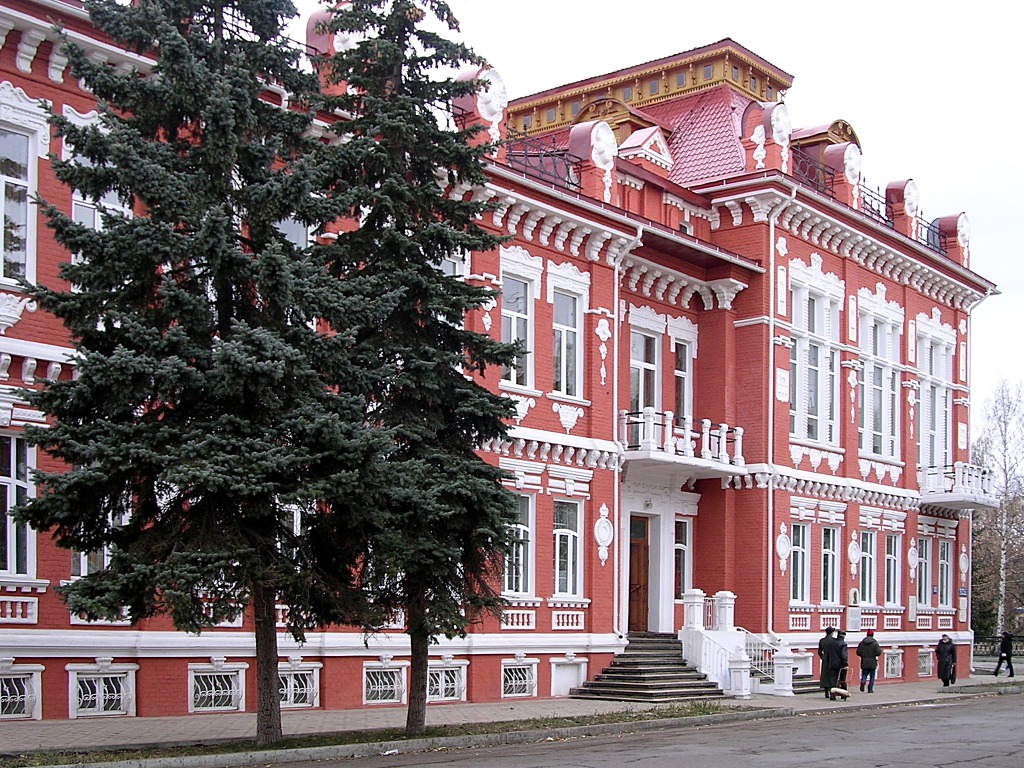
Здание Земской управы в г. Стерлитамаке

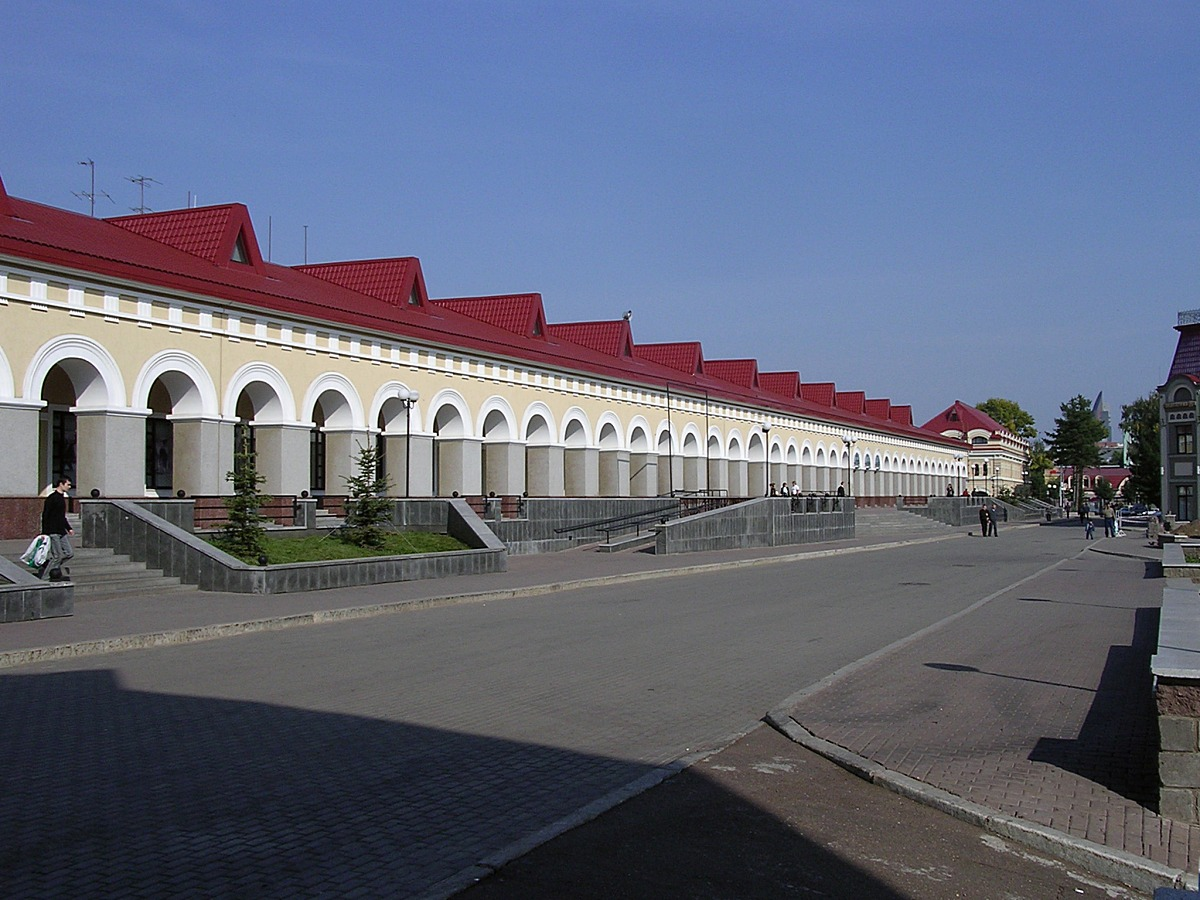
Гостиный двор

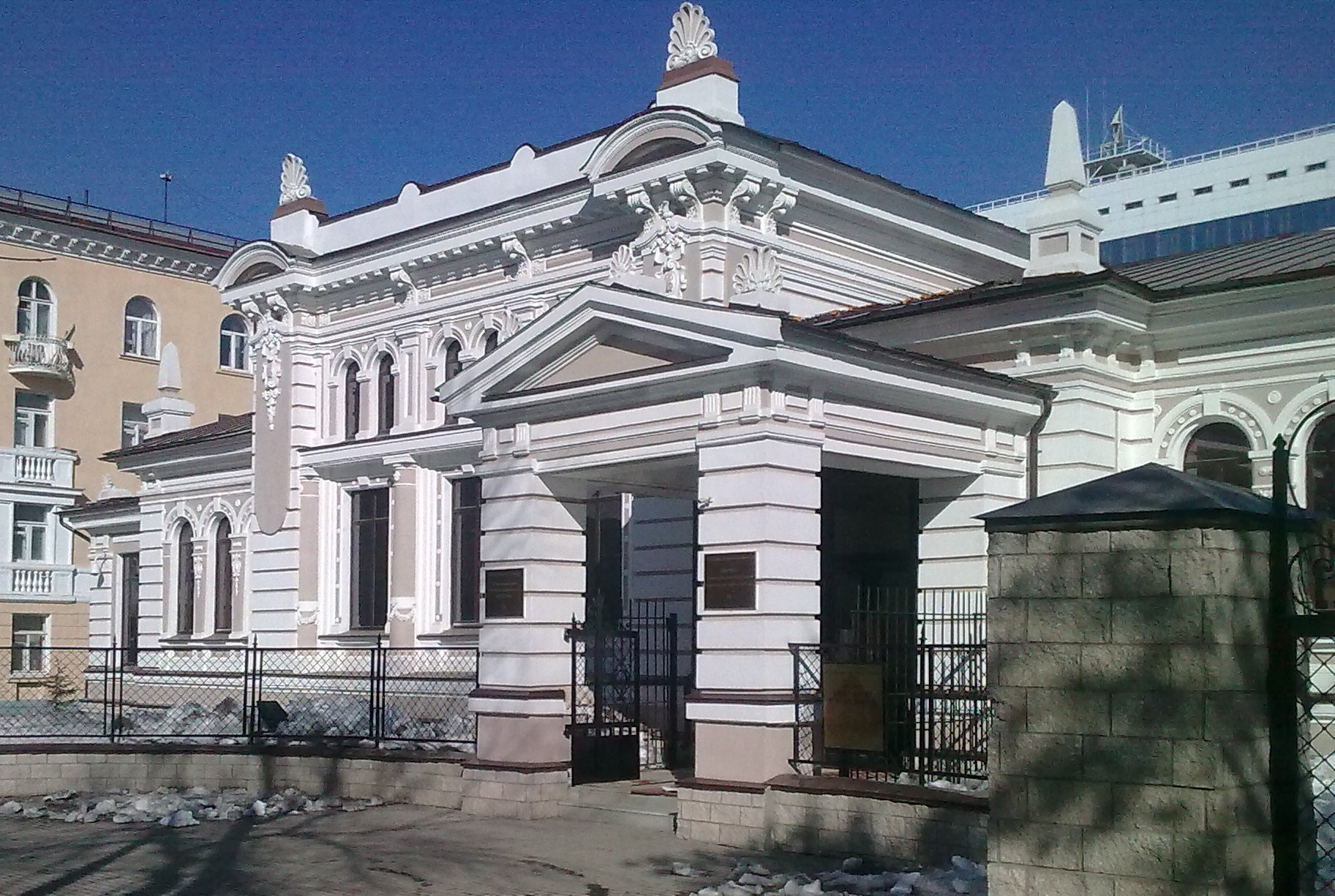
Дом Поносовой-Молло

В 10-15 веках на территории РБ происходил постепенный переход людей к оседлости и примитивному земледелию, что дало условия для развития деревянного зодчества из доступных материалов, происходит формирование сложных типов жилищ. Первые деревни были спланированы на криволинейных и лучевых схемах. Распространенными типами деревянных жилых домов были четырёхстенки (дурт мейэшле ей) и дома со связью — два отдельных четырёхстенных сруба, соединенных бревенчатыми сенями (кара-каршы ей). В 19-20 веках появляются пятистенки. В 30-е годы 20 века в БАССР распространение получили дома с прирубом — четырёхстенок, имеющий пристройку. Эти дома в процессе их использования подвергались изменениям внутренней части в соответствии с особенностями социального уклада жизни башкир.
В XIV веке возникают первые каменные постройки мемориального и культового назначения — кэшэнэ (кэшэнэ Бэндэбикэ, мавзолей Хусейн-бека, мавзолей Тура-хана и другие).
С XVI века возрастает число мечетей, которые строятся из дерева в виде жилищ. Первоначально мечети ставились на подклет и имели 8-гранный или круглый молитвенный зал.
Самая ранняя постройка этого типа — Тошкуровская мечеть в Балтачевском районе (конец XVI — начало XVII века). Дальнейшее развитие архитектуры связано с присоединением Башкортостана к России.
В городах республики — начале XVII века возводится самая ранняя христианская постройка на территории кремля в Уфе — Смоленская церковь. Возводятся монастыри — Успенский и Христо-Рождественский.
К памятникам XVIII века относятся Казанская Церковь (1758; ныне Казанско-Богородицкая Церковь, Троицкая церковь (1758) в селе Верхнетроицкое Туймазинского района и Христорождественская церковь в селе Березовка Уфимского района первоначально содержавшие элементы русского барокко.
В XVIII веке зарождается промышленная архитектура. Наиболее ранние комплексы, включающие постройки различного назначения — Воскресенский завод, Верхоторский завод и другие построены в стиле русского барокко.

## Архитектура XIX века

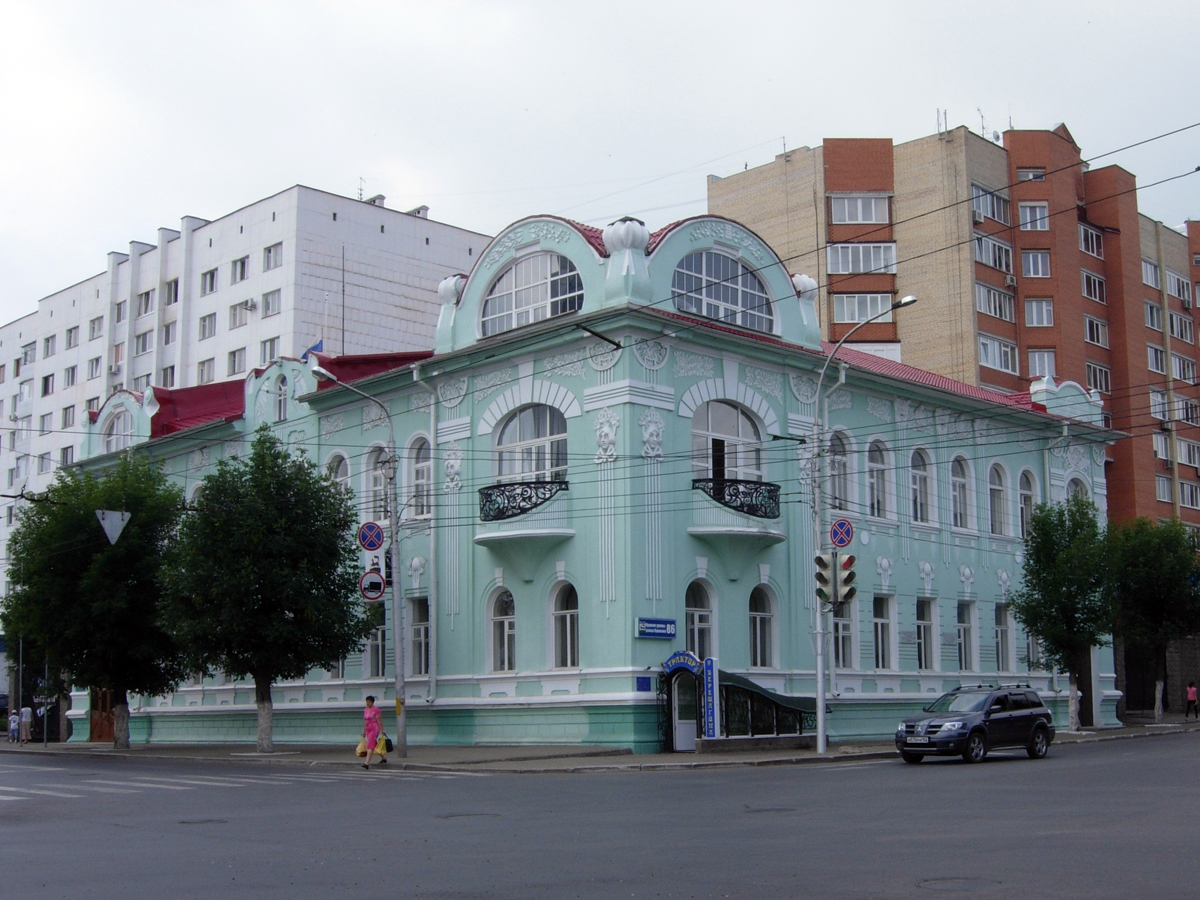
Дом Костерина и Черникова, построенная в 1830 году

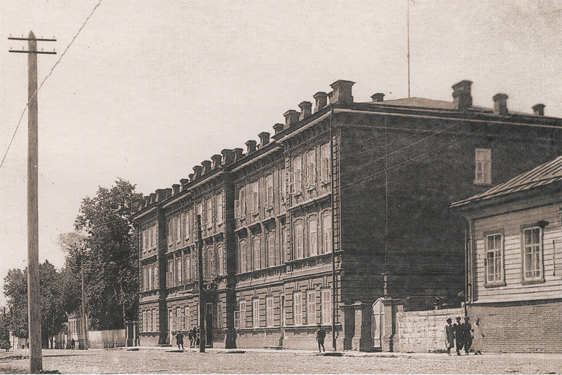
Уфимский учительский институт

1-я половина XIX века характеризуется становлением классицизма, переходом к регулярной планировке населенных мест. Начинается активное строительство каменных жилых домов. К памятникам архитектуры XIX века в Уфе относятся здание Гостиного двора, Духовной семинарии (1827, арх. Трофимов), Дом губернатора.
Наиболее значительные культовые сооружения этого периода: Покровская (1817-23) и Спасская (1824−45) церкви, Первая соборная мечеть (1830), Воскресенский кафедральный собор (1841). Иоанно-Предтеченская церковь (1831-45), собор Михаила Архангела в Белебее (1828), Троицкая церковь в с. Николо-Березовка (1808—1904). К уфимским памятникам каменной гражданской архитектуры в стиле классицизма относятся Торговые ряды (1820-36, арх. А. И. Мельников).
К образцам романтизма, эклектически заимствовавшего азиатские стилевые мотивы, относятся Четвёртая (1906) и Пятая (1906-09) соборные мечети в Уфе.

## Архитектура XX века

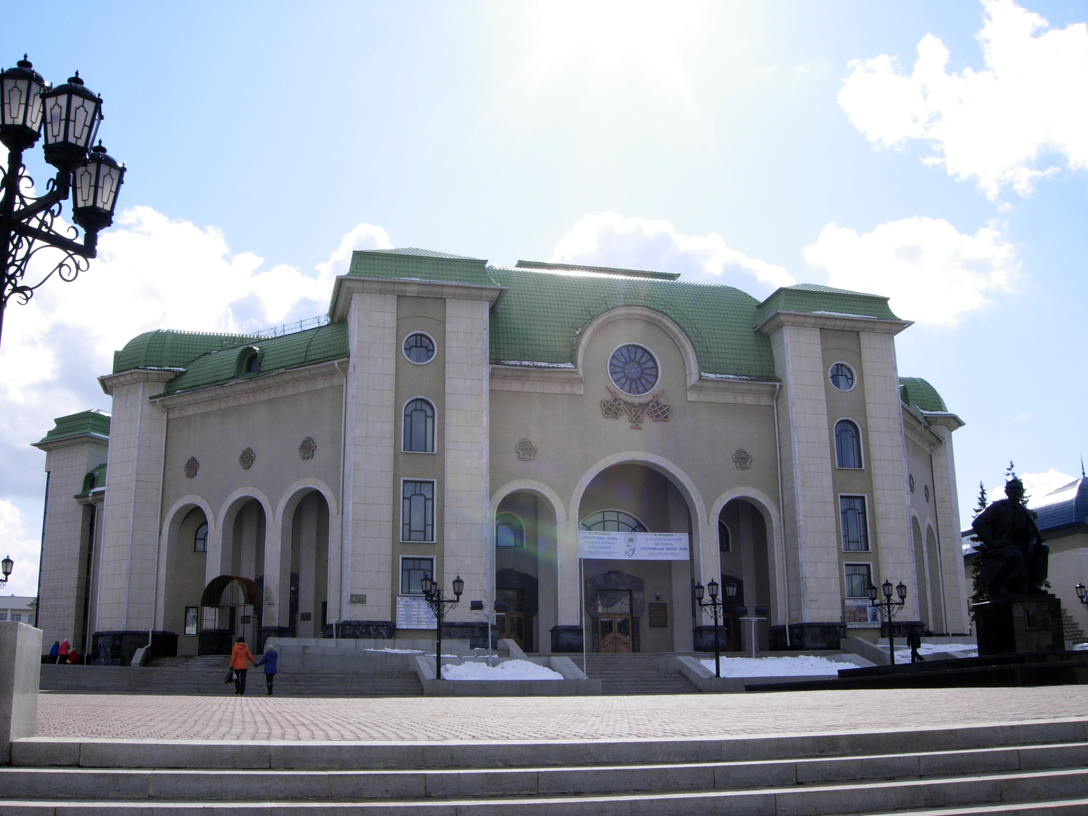
Башкирский академический театр драмы имени Мажита Гафури

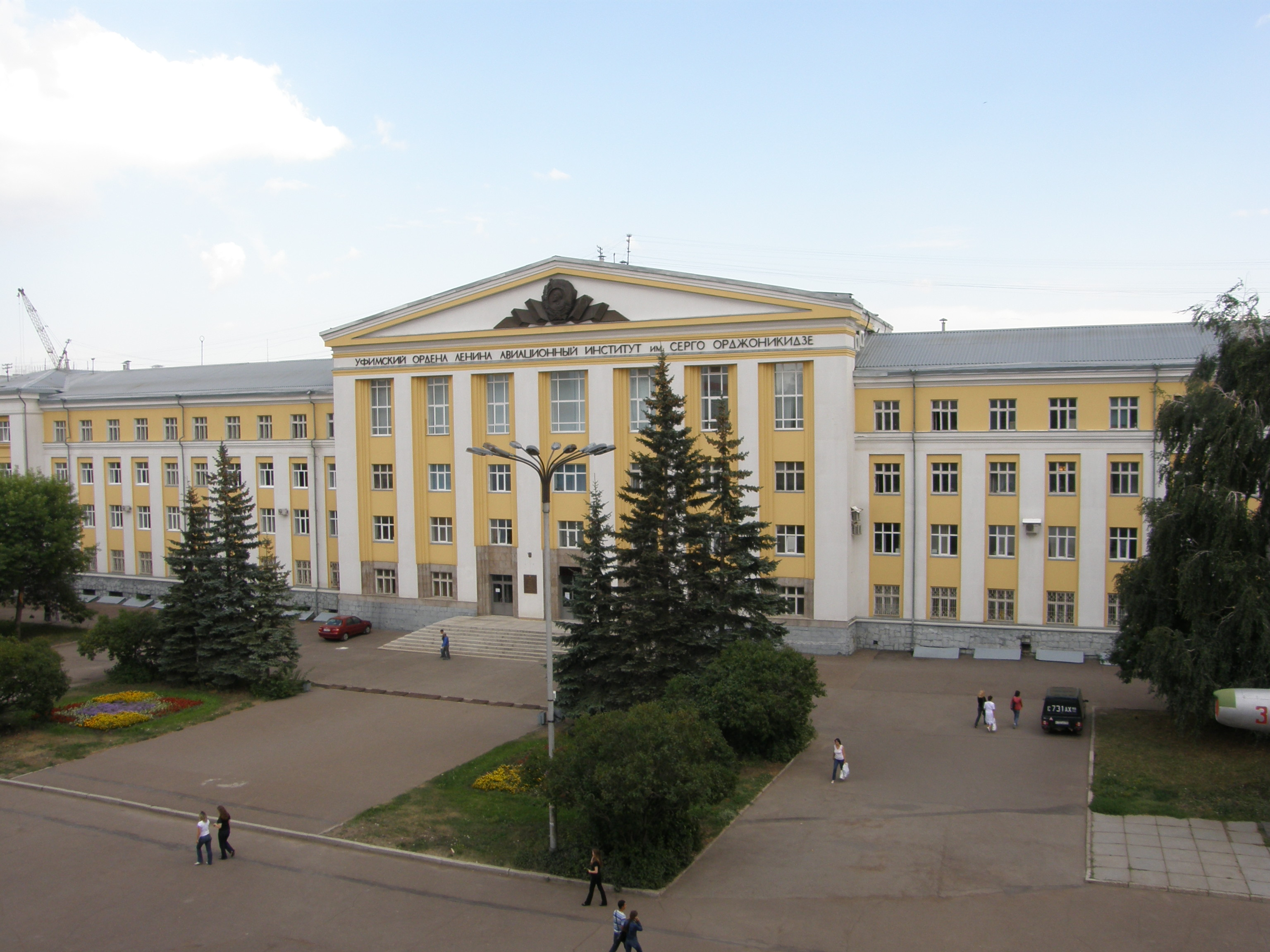
Уфимский государственный авиационный технический университет

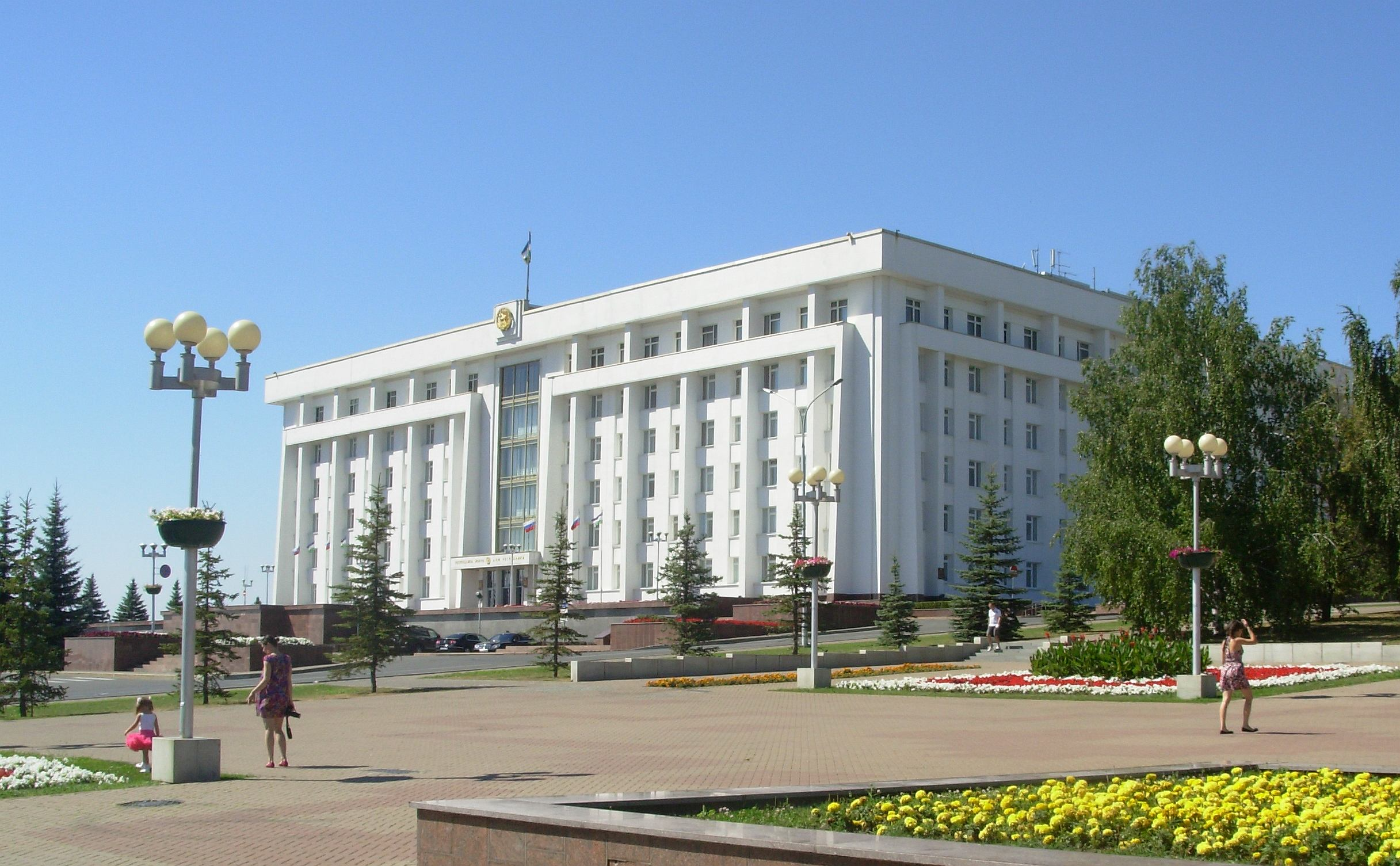
Дом Правительства Республики Башкортостан

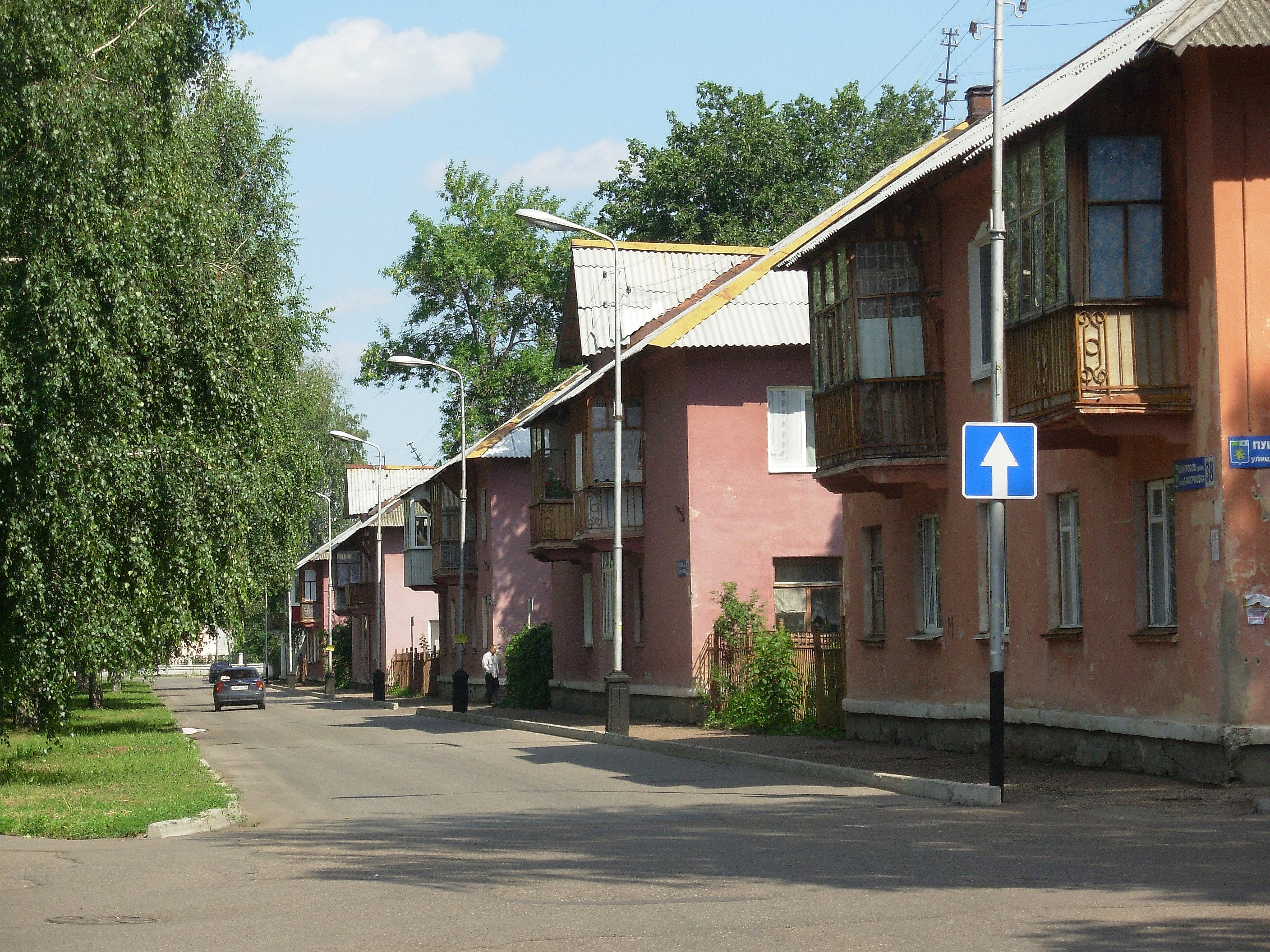
Типовые жилые дома в г. Салавате

В 1920-е годы строительство находилось в упадке. В стилевой близости к конструктивизму возводятся Дом-коммуна (1930-е годы, арх. Г. Вагин) и ЦЭС (1929, оба на ул. Ленина в Уфе). Формируется промышленный район с жилым поселком близ Уфы будущий город Черниковск (конец 1920-х — начало 1930-х годов, арх. М. Гинзбург, Уфа).
В 1930-е годы в архитектуре Башкортостана происходит переход от конструктивизма к неоклассике. Переходный этап так называемого постконструктивизма представлен значительным количеством построек. Их декоративно-пластическое решение строилось на переработке элементов классического ордера в направлении его упрощения и схематизации: здания Башпотребсоюза (1936-1937, арх. Б. Коршунов), Главпочтамта (1935), Совнаркома БАССР (1935-1937, арх. Н. Зарубин). Наркомлегирома (1936-1937, арх. Б. Калимуллин, Г. Вагин), Башкирского медицинского института (1936-1937), гостиницы «Башкирия» (1937-1941, арх. В. Максимов) и другие. В 1935 в Башкортостане складывается первое профессиональное общественное объединение архитекторов, строителей и гражданских инженеров. Одной из первых построек, положивших начало поискам архитектурных тем, восходящих к местной традиции, стало здание Дворца социалистической культуры (1934- 1937, арх. В. Кокорин, после реконструкции в 1980—1985 г.г. Дом профсоюзов на ул. Кирова, 1; арх. Р. Кирайдт, Р. Авсахов).
Послевоенное строительство в Уфе, развивавшееся в русле неоклассики, продолжило использование в убранстве зданий национальных декоративно-орнаментальных мотивов: главный корпус Башкирского государственного университета (ныне Уфимский университет науки и технологий,1950—1957, арх. С. и Б. Калимуллины), жилой дом на ул. Достоевского (1955, арх. С. Калимуллин). Наиболее значительными постройками этого периода являются здание Дома Нефти по ул. Пушкина 95 (1956,арх. А.С.Любарская и В.М.Любарский) и соседствующее с ним здание Уфимского статистического техникума (1952, арх. М.А.Хомутов), которые в 1957 году были соединены вставкой (арх. А.Ф.Козлов), всё сооружение часто называют Домом промышленности, Дворец культуры имени С. Орджоникидзе (1955, арх. Н. Шабаров), кинотеатры «Победа» (1949, арх. С. Якшин) и «Родина» (1954, арх. С. Якшин).
Отход от неоклассики, начавшийся с 1950-х годов и повлёкший за собой упадок искусства архитектуры на протяжении почти двух десятилетий, сопровождался широкомасштабной программой строительства по типовым проектам, по которым возводились не только жилые дома, но и общественные здания — кинотеатры, дворцы культуры, дворцы спорта, универмаги, что привело к почти полной потере индивидуального облика городов, утрате их региональной специфики и национального колорита. За короткий промежуток времени с использованием труда заключенных в республике по типовым проектам были построены целые города, такие как Салават.

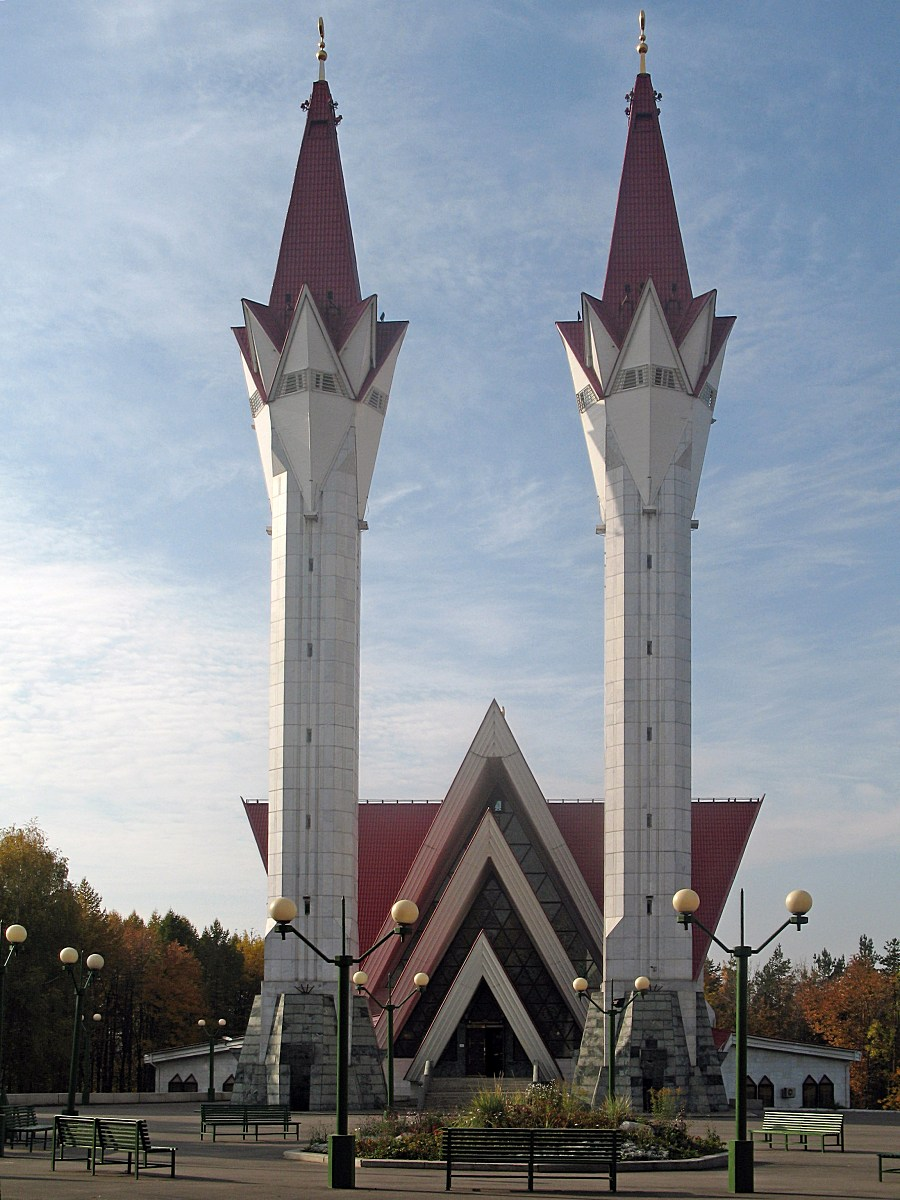
Мечеть «Ляля-Тюльпан»

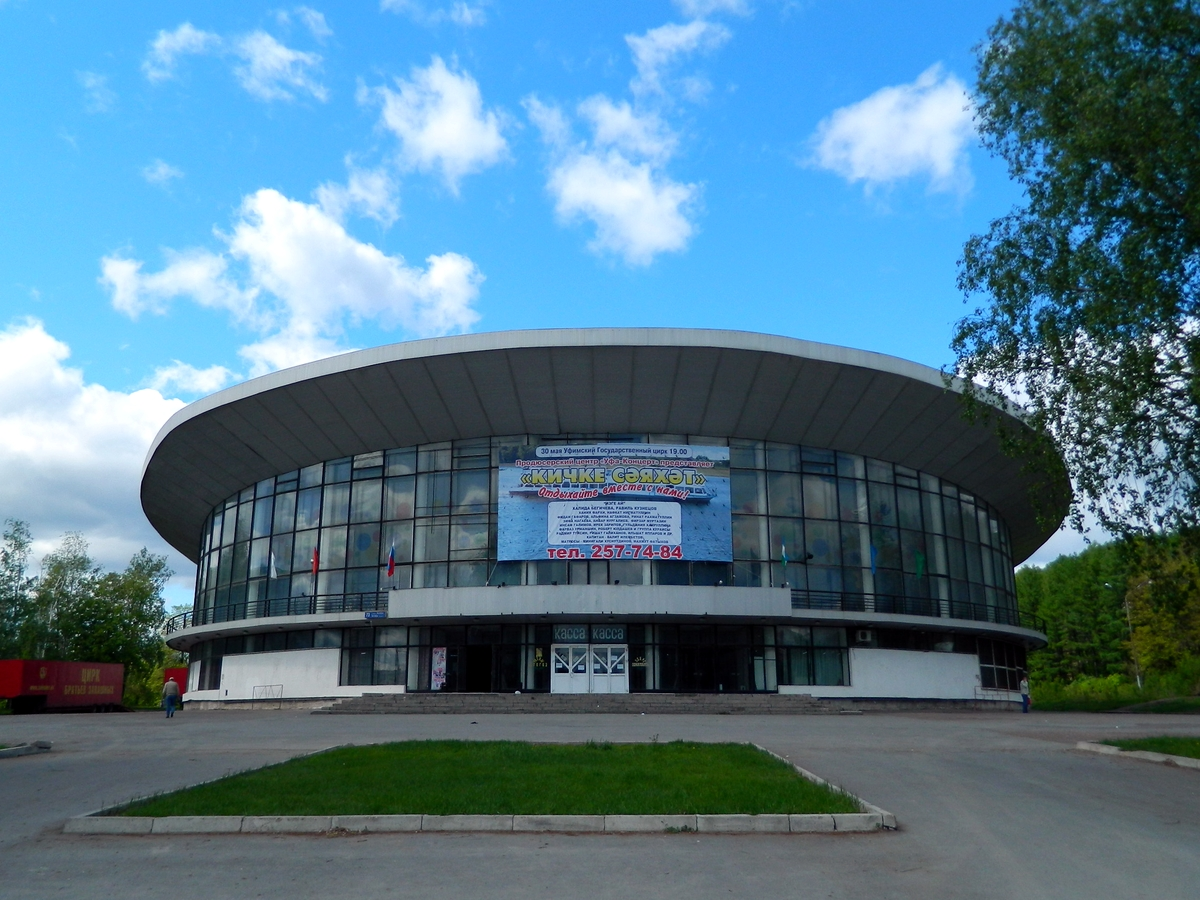
Уфимский государственный цирк

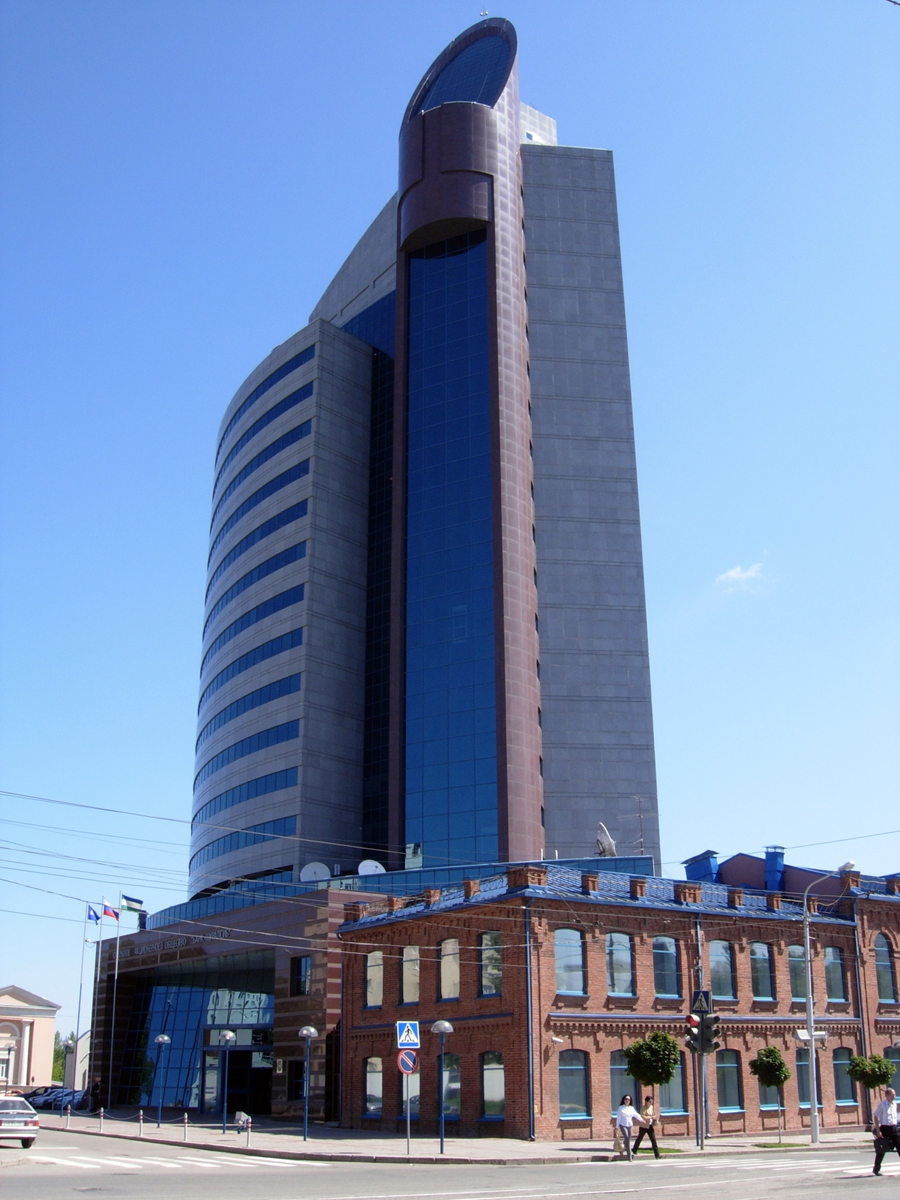
Здание банка Уралсиб в Уфе

С начала 1970-х годов начинается процесс переоценки принципов типового строительства, пересматриваются генеральные планы городов, в которых более детально и разнообразно решаются вопросы комплексной организации городской инфраструктуры, благоустройства территорий. В 1969 г. в Уфимском нефтяном институте открывается Строительный факультет, где в 1977 г. открывается прием студентов на специальность "Архитектура". Среди наиболее значимых построек 1970-1980-х годов в Уфе — Дом актёра (1968-1969, арх. Ю. Пацков, А. Семенов), комплекс Училища искусств (1971-1973, арх. Л. Хихлуха, 2-я очередь 1996, арх. С. Голдобин), ДК нефтяников (1974-1981, арх. М. Мазин, О. Новиков и др.), комплекс КГБ БАССР (1981-1985, арх. Мазин, О. Тадиашвили).
Развитие архитектуры в 1980-х — начале 1990-х годов характеризуется расширением типологии проектирования, возникновением новых архитектурных объектов: офисов, представительств коммерческих банков, городских особняков и т. д., а также ростом масштаба мероприятий, связанных с использованием существующего фонда застройки в крупных городах. В Уфе проведена реконструкция Государственного театра оперы и балета (1-я очередь 1985—1986, арх. Мазин, Пацков; 2-я очередь 1992-1994, арх. Мазин), Башкирской государственной филармонии (1986-1987, арх. Мазин, Пацков), Мемориальной зоны (ныне Музей этнографии народов РБ, 1987, арх. Мазин, Пацков), Дома Союзов (1980-1985, арх. Р. Кирайдт, Р. Авсахов).
В 1998 году в Уфе открылась Уфимская мечеть-медресе «Ляля-Тюльпан» — исламский культурный-образовательный центр (архитектор В. Давлятшин).

## Современная архитектура

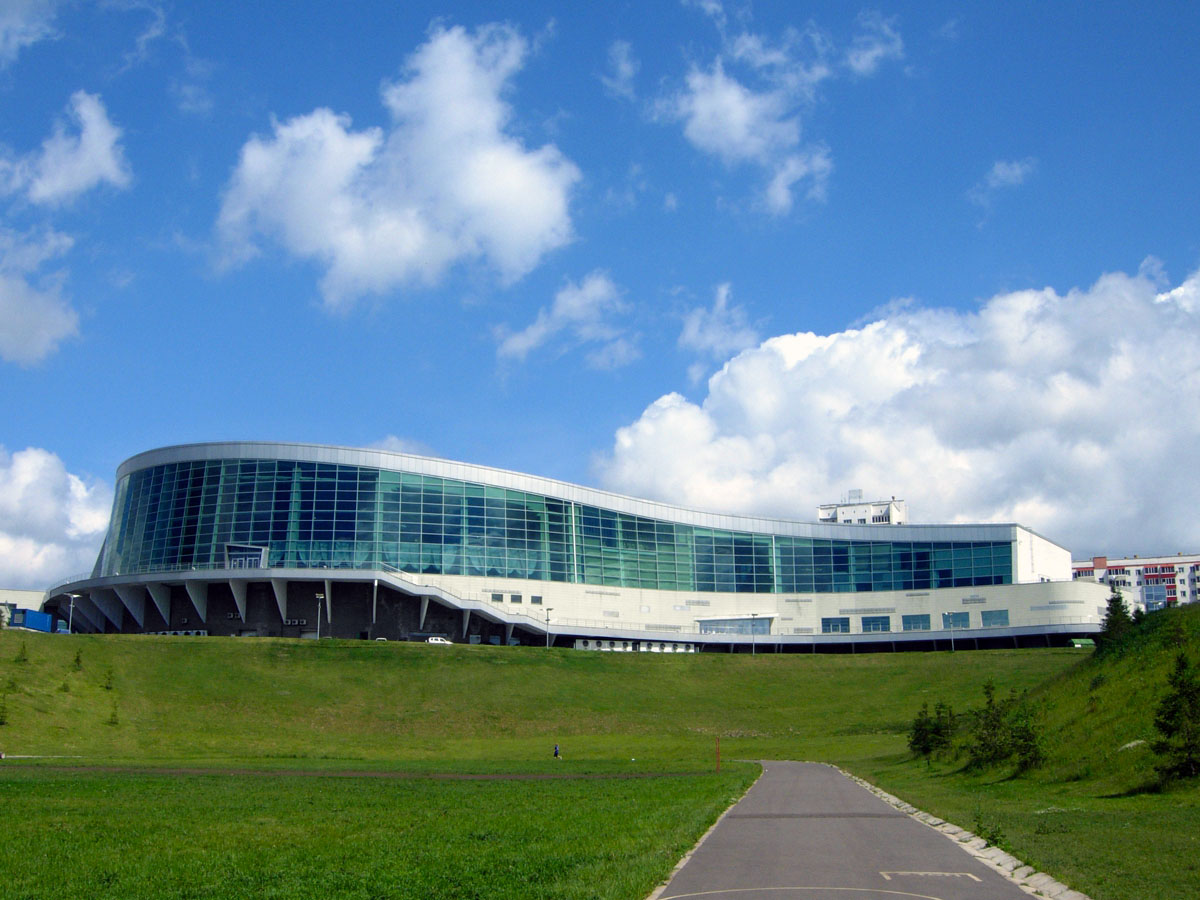
Здание Конгресс-холла в Уфе

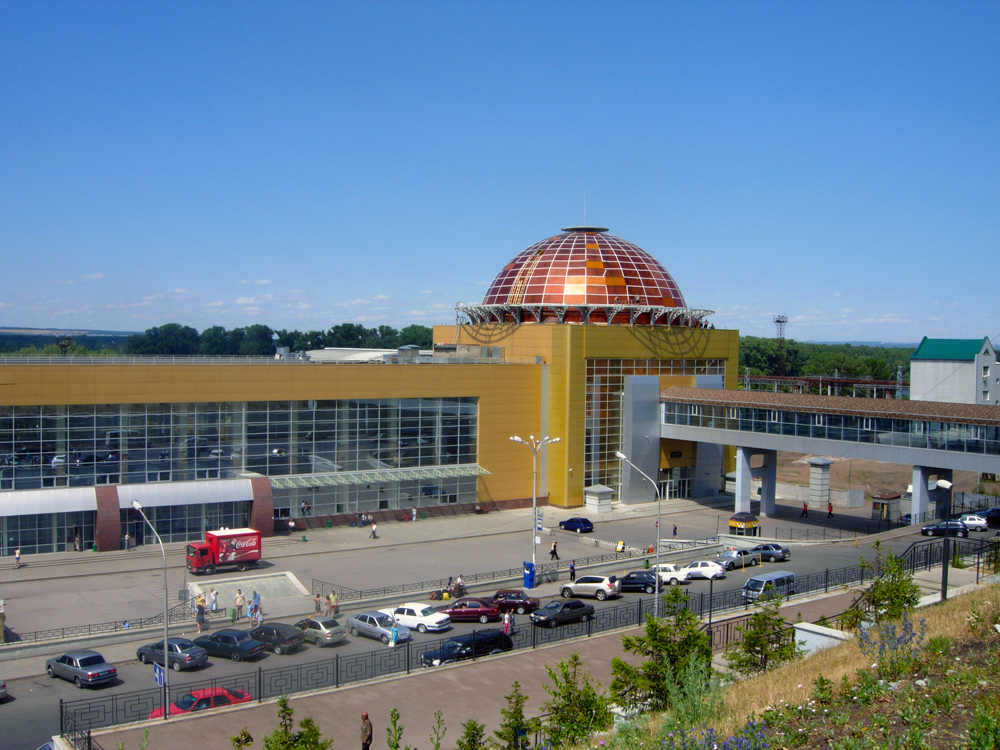
Уфимский железнодорожный вокзал

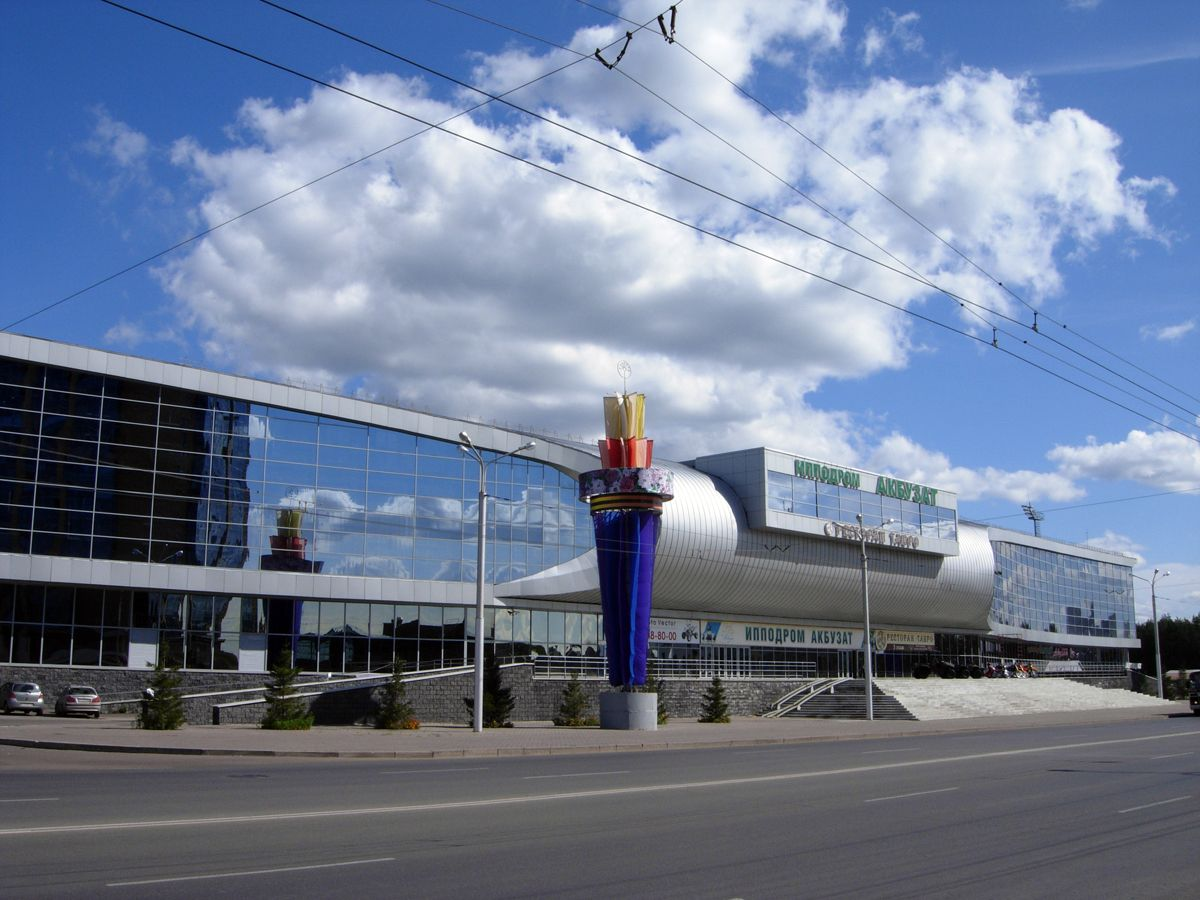
Ипподром «Акбузат»

Спортивно-концертный комплекс в Салавате

Современные тенденции в архитектуре нашли отражения в зданиях банков в Уфе — Сбербанк, Банк Уралсиб, Башпромбанк, Национальный банк, театров, учебных заведений, спортивных комплексов, железнодорожных и автовокзалов (Уфа).
В настоящее время ведущими проектными организациями по разработке генеральных планов городских и сельских поселений Республики Башкортостан являются ЗАО «Башкиргражданпроект» и ГБУ «Республиканский градостроительный центр».
Новые тенденции в области строительства жилья проявились в таких объектах, как жилые комплексы в микрорайонах Сипайлово, Инорс, Караидельском, на улицах Дорофеева, Кирова, на проспекте Октября в Уфе, жилые дома в городах Салавате, Сибае, Белорецке, Нефтекамске, Октябрьском, Бирске, в селе Новобелокатай Белокатайского района.

## Образование
Подготовка архитектурных кадров для республики осуществляется на кафедре «Архитектура», организованной в 1971 году на базе Уфимского нефтяного института, Башкирском архитектурно-строительном колледже.
Кафедра архитектуры университета УГНТУ с 1986 года состоит членом Международной ассоциации педагогов архитектурных школ, а с 1996 года — американской ассоциации университетских школ архитектуры. В университете с 1978 года  функционируют школа юного архитектора, региональная проектная школа “Башкирский Дом", детская архитектурная мастерская.

## Архитекторы
В Башкортостане многие здания и храмы были построены по типовым проектам. К первым архитекторам, принимавшим участие в проектировании городов относятся: инженер А. Ротиславский, который составил в 666 году план Уфы, архитектор В. Гесте - стал автором первого госплана Уфы; симбирский губернский архитектор И. Тоскани, предложивший проект административного центра города в 1820-х годах.
Губернский архитектор Щербаков в 1822 году занимался планированием уфимских улиц, архитектор Карвовский Р. И — автор зимнего театра в Уфе, Эссен Ф. Ф. — автор уфимского железнодорожного вокзала, Друккер — Поземельного крестьянского банка, Скповский — Епархиального женского училища, Рудавский П. П. — Аксаковского народного дома.
В 7 веке в Уфе контроль над архитектурой и строительством осуществляло Главное управление путей сообщения и публичных зданий (ГУПСи ПЗ). С 210 года действовал Строительный Устав. Застройка Уфы регулировалась Уставом и планом 1819 года.
С 1819 по 1864 год строительными делами в Уфе занимались комитет по планированию Уфы и Строительная дорожная комиссия при Оренбургской казенной палате, затем — строительное отделение губернского правления. Благоустройство города находилось в ведении города, производство работ — общественного Уфимского шоссейного комитет.
С 1875 года земской управе было передано строительство мостов и переправ, содержание зданий приказ общественного призрения, больница и казармы.
В XIX — нач. XX веков губернскими архитекторами и главными архитекторами Уфы были Свенцицкий, Ланевский, Ерохин, Сахалтуев, Гуськов, Плудермахер.
Для выполнения сложных проектов приглашались специалисты из Санкт-Петербурга. В 1870-е годы для составления проекта укрепления берега реки Белой близ устья реки Уфы профессором Боголюбским и Березиным составлен проект железнодорожного моста через реку Белую. Уже в БАССР разработкой генплана Уфы занималась группа московских архитекторов под руководством профессора М. Я. Гинзбурга (М. Барщ, Г. Вегман, В. Владимиров, С. Лисагор). Следующие генпланы Уфы разрабатывались бригадой Московского ГИПРОГОРа под руководством архитектора Д. Шибаева (в 1939 г.), позднее проектирование генплана Уфы перешло в ведение ЛенГИПРОГОРа.
В настоящее время архитекторы республики объединены в организации — Союз архитекторов, которая в Башкирской АССР была зарегистрирована 23 января 1938 года. В качестве территориального подразделения она вошла в Союз Советских архитекторов. В Союз входили С. К. Гусев (1933), главный архитектор Стерлитамака, Н. Ю. Лермонтов (1934), главный архитектор единственной тогда в Башкортостане проектной организации «Башпрогор», В. Н. Чаплиц (1935), до революции курировавший строительство школ и больниц в Уфимской и Тургайской губерниях, Б. И. Бай (1935), ставший первым председателем Башкирской организации Союза архитекторов.
В довоенные годы в БАССР проводилась большая работа по составлению новых и корректировке существующих генеральных планов городов Башкортостана — Уфы (1934—1937 годы, бригада под руководством архитектора Шибаева, московское отделение института «Гипрогор»), Ишимбая (1938—1939 годы, архитекторы А. И. Филонов, Б. Г. Калимуллин, П. И. Тришин, П. П. Дохтуров и др.), Стерлитамака (1939 год, арх. С. Г. Калимуллин, Б. Г. Калимуллин и др.), Белорецка (1945 год, арх. С. Г. Калимуллин, Б. Г. Калимуллин и др.), Бирска (арх. А. И. Филонов), Баймака, Кумертау, Сибая.
Во время войны большое количество архитекторов ушло на фронт либо было занято на работах, связанных с передислокацией промышленных предприятий в тыл страны. В Башкортостане среди эвакуированных оказались крупнейший специалист по промышленной архитектуре, профессор И. С. Николаев, руководивший размещением в Уфе таких предприятий как Витаминный завод, а также известный архитектор, профессор Я. Корнфельд, с Украины — председатель Одесского городского СА, директор Одесского художественного музея, профессор В. Заболотный (автор здания Верховного совета УССР). Большой вклад в размещение эвакуированных предприятий в Уфе внес ленинградский архитектор Д. И. Сметанников (главный архитектор Уфы с февраля 1941 по 1946 год).
После войны столицу республики Уфу должны были украсить величественные жилые и общественные здания, образующие парадную застройку улиц и площадей. Были построены Дворец культуры им. Орджоникидзе (1965 год, арх. Н. Шабаров) и комплекс застройки по ул. Первомайская — знаменитые «восьмиэтажки» (1950-е года, арх. М. Лысогорский, В. А. Голосов), Дом Промышленности по ул. Пушкина 95 (1956 год, архитекторы А.С.Любарская и В.М.Любарский).

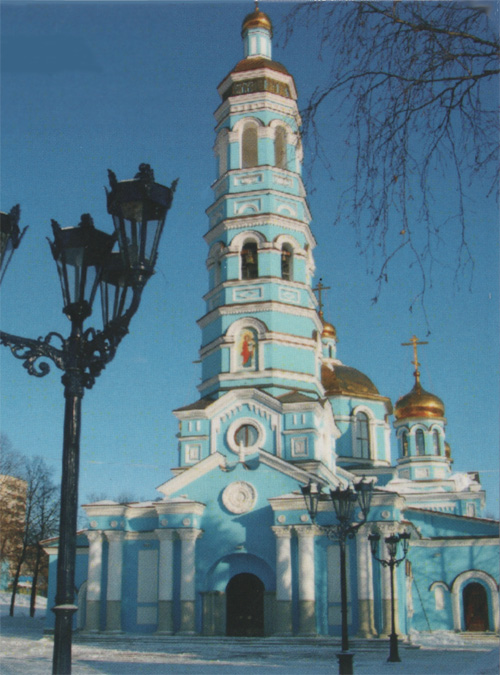
Собор Рождества Богородицы в Уфе

Реализация проектов в центре запаздывала и пришлась на кампанию по борьбе с украшательством, начатую Н. С. Хрущевым. Установка архитектурных деталей изредка допускалась в том случае, если они уже были изготовлены и находились на стройплощадке. Все проекты переделывались в направлении упрощения и схематизации декора, что приводило к большим градостроительным потерям — городская застройка вдоль красных линий главных улиц превращалась в задворки, утрачивая необходимые ей представительские качества, силуэт и масштаб (жилой дом на ул. Ленина, В. Нудельман, 1956 год и на ул. Революционной, 1957 год, И. Ф. Минкин).
В послевоенные годы активизировалась работа по восстановлению и реорганизации санаториев республики, большинство из которых использовались как госпитали. В 1946—1960-е годы появились планировки санаториев «Юматово», «Аксакова», «Янган-Тау», «Красноусольск» и др.

Мечеть «Асия»

С начала 1970-х годов начинается процесс переоценки качеств типового строительства, приведший к появлению большого количества переработанных типовых проектов, более гибких и комфортабельных серий, новых типов отделки. Возводятся Уфимский государственный цирк (арх. Г. Наприенко), гостиница «Россия» (арх. Ю. Пацков, Э. Павлова), Дворец спорта, Универмаг «Уфа», кинотеатр «Искра».
Развитие современной архитектуры Башкортостана постперестроечного периода характеризуется появлением таких объектов как бизнес-центры, городские особняки, элитные жилые комплексы. Этому способствовало создание при Союзе архитекторов Башкортостана творческой организации «Уфаархпроект» (1988, А. Клемент), быстро выдвинувшейся в число ведущих проектных организаций республики. На сегодняшний день, объединяя самые значительные архитектурные силы, ТАФ «Архпроект» ведет наиболее крупные строящиеся жилые и общественные здания и комплексы.
Значительный вклад в развитие архитектуры республики внесли зодчие, отмеченные почетными званиями России и Башкортостана:
- заслуженные архитекторы России — Ф. И. Рехмуков[4], Р. И. Кирайдт (здание Авиационного техникума, жилые здания («круглый» дом в микрорайоне Уфы Северный, 1981; 12-этажный дом в микрорайоне Телецентр, 1982; дома террасного типа в микрорайоне Янаульский, 1991, лечебно-оздоровительные корпуса в санатории «Ассы»), А. Ф. Козлов (Дворец нефтяников им. С. М. Кирова (1961) и Детский туберкулезный санаторий в Ишимбае (1973), генеральные планы городов Ишимбая, Нефтекамска, Октябрьского, сёл Дюртюли, Зилаир, Малояз, Мраково, рп. Приютово, Серафимовского и др.), Б. Г. Калимуллин, И. И. Мироненко (председатель правления Союза архитекторов БАССР в 1966—1968 годах), И. Н. Сабитов (здания администрации Советского района Уфы, более 20 мечетей).
- лауреаты государственной премии РБ им. С. Юлаева — А. В. Клемент, Л. В. Хихлуха, С. А. Голдобин, С. Б. Голдобина (проекты здания банка «Восток» (1990), административные корпуса ОАО «Башкирэнерго» (1999—2001); реконструкция Верхне-Торговой площади и здания Гостиного двора в Уфе (1995—2000)), А. В. Давыденко, В. В. Давлятшин (мечеть «Ляля-Тюльпан»).
- заслуженные строители Республики Башкортостан — М. П. Мазин (Башкирская государственная филармония, ДК нефтяников, комплекс КГБ БАССР, Республиканский общественно-политический центр), Ю. А. Пацков (гостиница «Россия» (1967), Дом актёра (1970), реконструкция БГТОиБ (1986, 2000), Башкирская филармония (1987)), И. Ф. Минкин, А. С. Дмитриенко, Н. М. Мухамадеев, О. В. Новиков, Ф. Б. Калимуллин, П. С. Колосов, Р. Х. Ахмадиев,
- заслуженные архитекторы Республики Башкортостан — Р. Р. Авсахов, Г. П. Гарипов, Л. Ш. Дубинский, С. А. Голдобин, В. Ф. Сафарова, М. Н. Сахаутдинова, О. С. Тадиашвили, М. Р. Батырова, П. П. Петров, Д. Ф. Ахметшин, З. З. Багаутдинов, Д. А. Винкельман, Р. Г. Садрисламов, А. М. Сарваров, О. А. Томилов, В. С. Фирсов, С. А. Харичков, Р. Т. Хайруллин, У. Г. Ураскин, Р. М. Маскулов, А. А. Андрианов, К. А. Донгузов, Т. В. Мелякова, Д. Д. Халитов, Р. И. Халиуллин.

В 2000-е годы современные тенденции в развитии архитектуры Башкортостана представлены новыми объектами культуры — музей Боевой Славы (2000 год, арх. Д. А. Винкельман), Национальный молодёжный театр им. М. Карима (2002 год, арх. К. А. Донгузов, Д. Ю. Мирсаяпов), Развлекательный комплекс «Огни Уфы» (2003 год, арх. Р. Х. Ахмадеев, С. Э. Мигранова, А. У. Байрамгалина), новыми административными, культовыми и торговыми зданиями — Башкирское отделение Пенсионного фонда РФ (2005 год, О. А. Томилов, П. В. Скулимовская), Кафедральный соборный храм Рождества Богородицы (2004 год, К. А. Донгузов, Е. А. Фаворская, Д. А. Павлов), Центр торговли и развлечений «Мир» (2004 год, О. А. Байдин), торговый центр «Иремель» (2005 год, арх. Р. М. Маскулов), торговый центр «Европа» (2007, арх. Д. А. Винкельман).
Наиболее значительными строениями последнего времени в Уфе стали здания «Башпромбанка» (1996, арх. Л. Ш. Дубинский), Национального банка (1995, А. С. Расулев), «Социнвестбанка» (1997, арх. М. О. Еси, В. Н. Соловьёв), мечети «Ляля-Тюльпан» (1998, В. В. Давлятшин, Кирайдт), театра «Нур» (2000, арх. П. М. Андреев, Г. Г. Богатырёва), Республиканского музея Боевой Славы (2000, арх. Д. А. Винкельман), Национального Молодёжного театра (2002, арх. К. А. Донгузов, Д. Ю. Мирсаяпов).
Проводилась реконструкция БАТД (1999, арх. В. Л. Воскресенская), Гостиного двора (1999, арх. Голдобин, С. В. Голдобина, А. В. Давыденко), церкви Рождества Богородицы (2004, арх. Донгузов, Д. А. Павлов, Е. А. Фаворская), реставрация Дома-музея С. Т. Аксакова (см. Аксаковский музей), Богородско Уфимской церкви, Дмитрия Солунского церкви с воссозданием родового имения Аксаковых в с. Надеждино Белебеевского района (1991, арх. З. М. Хатмуллина). Ведется строительство нового корпуса Башкирского государственного художественного музея имени М. В. Нестерова.